# National Wax Museum

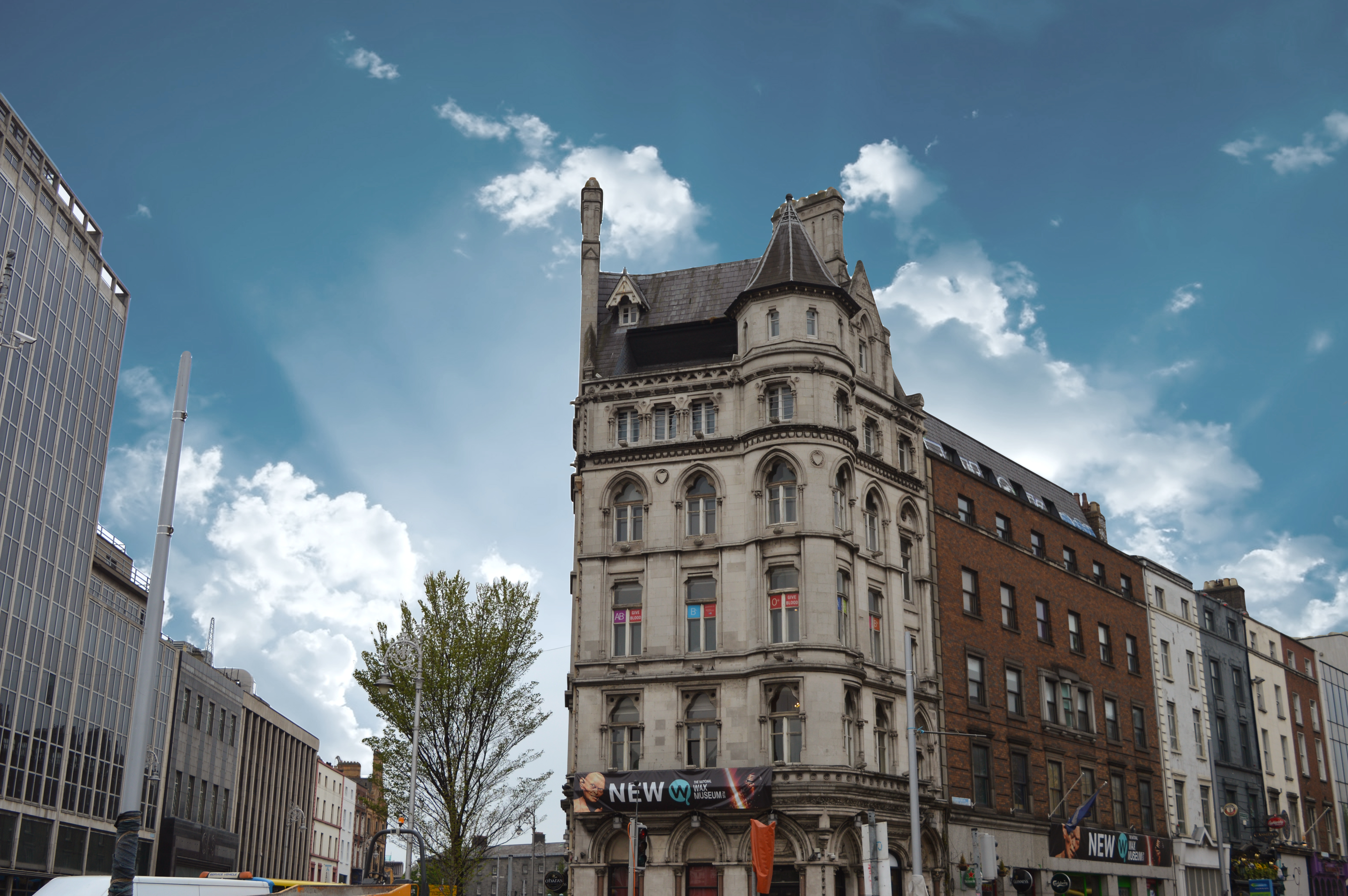
The National Wax Museum Plus, Westmoreland Street, Dublin

Das National Wax Museum in Dublin ist ein im Jahre 1983 eröffnetes Wachsfigurenkabinett.
Es besteht aus mehreren Abteilungen: Märchen und Fantasy, berühmte irische Persönlichkeiten, internationale Prominenz und einem Horrorkabinett. Das Museum befand sich zunächst am Parnell Square in der nördlichen Innenstadt. Heute steht das Maldron Hotel Parnell Square auf dem ehemaligen Grundstück des Wachsmuseums.
Am 7. Oktober 2009 wurde das Museum an neuer Stelle offiziell wiedereröffnet, nachdem es schon zuvor einige Wochen lang für Besucher zugänglich gewesen war. Es befindet sich heute im linken Flügel des Irish House of Parliament am Foster Place und wurde in The National Wax Museum Plus, kurz WAX+, umbenannt.